# Brzeziec
Brzeziec – wieś na Ukrainie w rejonie lwowskim (do 2020 roku w rejonie gródeckim) należącym do obwodu lwowskiego.
W II Rzeczypospolitej wieś należała do powiatu rudeckiego w województwie lwowskim. W 1931 r. wieś liczyła ok. 900 mieszkańców, w tym Polacy ok. 45%.
W sierpniu 1944 r. nacjonaliści ukraińscy z OUN-UPA zamordowali tutaj 15 Polaków, rabując i paląc polskie zagrody.